# Ecnomus walajandari
Ecnomus walajandari là một loài Trichoptera trong họ Ecnomidae. Chúng phân bố ở miền Australasia.